# Ath (okręg)
Ath (fr. Arrondissement administratif d'Ath, nld. Arrondissement Aat, niem. Bezirk Ath) – okręg w północnej Belgii, w Regionie Walońskim, w prowincji Hainaut.  

## Podział administracyjny
Okręg podzielony jest na jedenaście gmin (nld. gemeente, fr. commmune, niem. Gemeinde), w skład których wchodzą 72 dzielnice (deelgemeente)
| - Ath (Aat), miasto - Arbre - Bouvignies - Ghislenghien (Gellingen) - Gibecq (Gibeek) - Houtaing (Houthem) - Irchonwelz - Isières - Lanquesaint - Ligne - Maffle - Mainvault - Meslin-l’Évêque - Moulbaix - Ormeignies - Ostiches - Rebaix - Villers-Notre-Dame - Villers-Saint-Amand - Belœil (Belle) - Aubechies - Basècles - Ellignies-Sainte-Anne - Grandglise - Quevaucamps - Ramegnies - Stambruges - Thumaide - Wadelincourt - Bernissart - Blaton - Harchies - Pommerœul - Ville-Pommerœul - Brugelette - Attre - Cambron-Casteau - Gages - Mévergnies - Chièvres, miasto - Grosage - Huissignies - Ladeuze - Tongre-Notre-Dame - Tongre-Saint-Martin | - Ellezelles (Elzele) - Lahamaide - Wodecq (Wodeke) - Enghien (Edingen), miasto - Marcq - Petit-Enghien (Lettelingen) - Flobecq (Vloesberg) - Frasnes-lez-Anvaing - Anvaing - Arc-Ainières - Buissenal - Cordes - Dergneau - Forest - Frasnes-lez-Buissenal - Hacquegnies - Herquegies - Montrœul-au-Bois - Moustier - Œudeghien (Heidegem) - Saint-Sauveur - Wattripont - Lessines (Lessen), miasto - Bois-de-Lessines (Lessenbos) - Deux-Acren (Twee-Akren) - Ghoy - Ogy - Ollignies (Woelingen) - Papignies (Papegem) - Wannebecq (Wannebeek) - Silly (Opzullik) - Bassilly (Zullik) - Fouleng - Gondregnies (Gondreghem) - Graty - Hellebecq (Hellebeek) - Hoves (Hove) - Thoricourt |